# Extraterrestrial
Extraterrestrial è un film del 2014 diretto da Colin Minihan.
Pellicola horror prodotta dal Canada e scritta da The Vicious Brothers.

## Trama
Cinque amici si recano in una casa nel bosco per passare il fine settimana. Inaspettatamente si ritroveranno coinvolti con qualcosa di estraneo e di alieno, che sembra tutt'altro che innocuo.